# Aplocheilus
Aplocheilus ist eine Gattung kleiner Süßwasserfische, die in Indien und großen Teilen Südostasien, in Tümpeln, Gräben und auf überschwemmten Reisfeldern vorkommt. Der wissenschaftliche Name der Gattung nimmt Bezug auf das nicht protraktile (nicht vorstreckbare) Maul der Fische (Gr.: „haploos“ = einfach, „cheilos“ = Lippe). Im Deutschen werden die Fische als Hechtlinge bezeichnet, ein Name der allerdings auch für Angehörige der Gattungen Epiplatys und Pachypanchax sowie für die Familie Galaxiidae verwendet wird.

## Merkmale
Aplocheilus-Arten sind hechtförmig gestreckte Oberflächenfische mit oberständigem, breiten Maul und großen Augen. Sie werden 5 cm bis 10 cm lang. Der Körper ist im vorderen Teil im Querschnitt nahezu rund und flacht sich nach hinten ab. Der Unterkiefer des oberständigen Mauls ragt über den Oberkiefer hinaus. Alle Aplocheilus-Arten besitzen auf dem Kopf einen silbrigen Scheitelfleck. Die kürzere Rückenflosse hat weniger Flossenstrahlen als die lange, oft wimpelartig verlängerte Afterflosse und beginnt etwa über deren Mitte.
- Flossenformel: Dorsale 6–9, Anale 13–17.
- Schuppenformel: mLR 29–35.

## Lebensweise
Aplocheilus-Arten bewegen sich wenig, sondern lauern, meist unter Schwimmpflanzen, auf Beute. Sie ernähren sich vor allem von Anflugnahrung (Insekten, die auf die Wasseroberfläche gefallen sind). Die Fische sind ovipar und laichen in feinfiedrigen Pflanzen.

## Systematik
Die Gattung Aplocheilus ist sehr eng mit der Gattung Pachypanchax von Madagaskar und den Seychellen verwandt und bildet mit dieser Gattung die Familie Aplocheilidae innerhalb der Ordnung der Zahnkärpflinge (Cyprinodontiformes).

## Arten

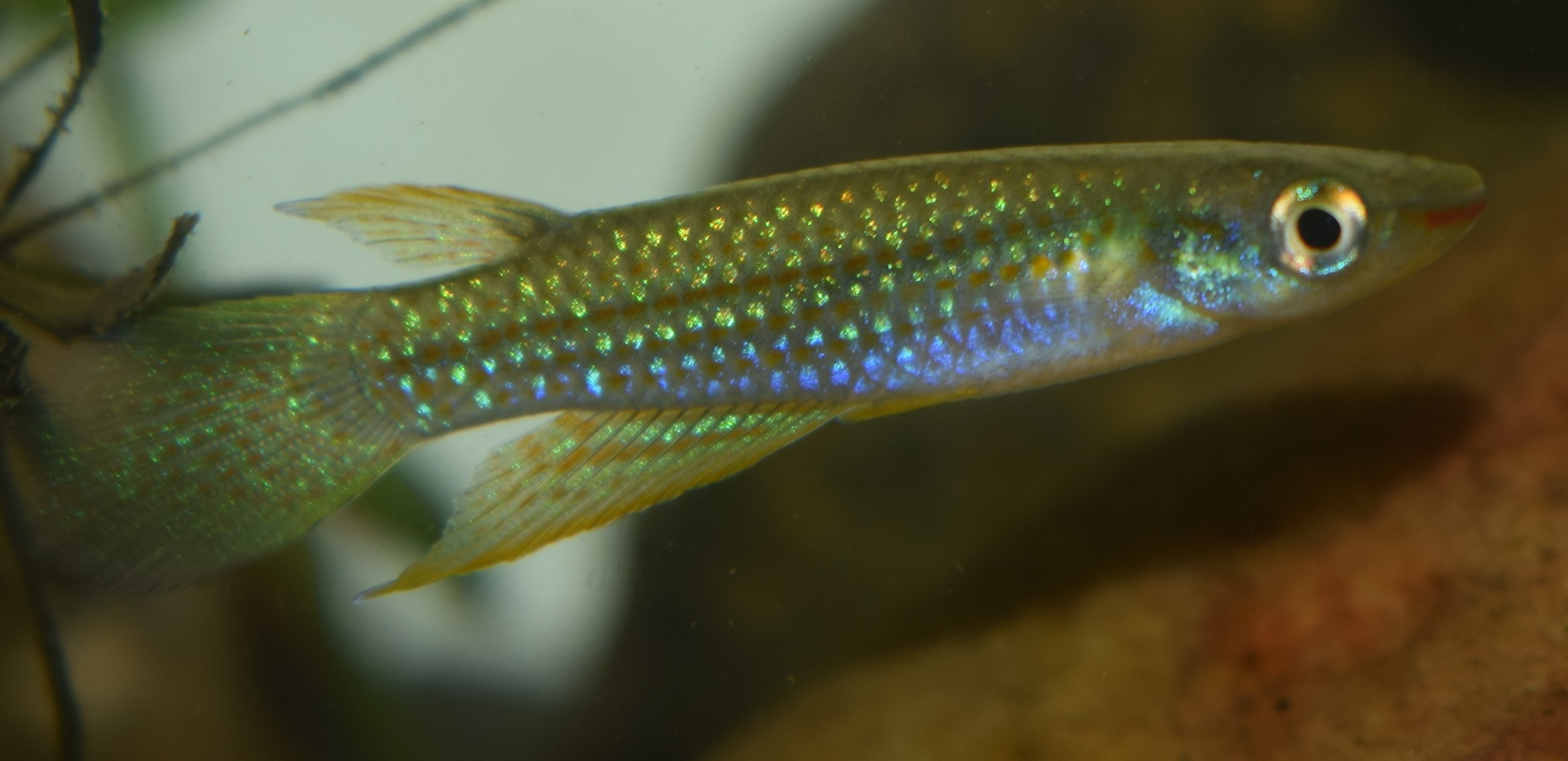
Aplocheilus blockii

Die Gattung Aplocheilus umfasst folgende 9 Arten:
- Aplocheilus andamanicus (Köhler, 1906)[2]
- Aplocheilus armatus (van Hasselt, 1823)[2]
- Aplocheilus blockii (Arnold, 1911) (Madrashechtling)
- Aplocheilus dayi (Steindachner, 1892) (Grüner Streifenhechtling)
- Aplocheilus kirchmayeri Berkenkamp & Etzel, 1986
- Aplocheilus lineatus (Valenciennes, 1846) (Streifenhechtling)
- Aplocheilus panchax (Hamilton, 1822) (Panchax)
- Aplocheilus parvus (Sundara Raj, 1916)
- Aplocheilus werneri Meinken, 1966

Das große Verbreitungsgebiet hat innerhalb der Arten zu einer Herausbildung von zahlreichen Populationen geführt, die sich farblich voneinander unterscheiden.